# Fisherman’s Blues
Az 1988-as Fisherman’s Blues a The Waterboys nagylemeze. Zenében különbözik az előző albumoktól, melyekre inkább a grandiózus rock hangzás volt jellemző. Itt keverednek a skót népzene, a country és a rock and roll elemei. Ez a stílusváltás megosztotta a kritikusokat: egyeseket kiábrándított, mások a The Waterboys egyik legjobb munkájának tartották az albumot.
A kritikusok megosztottságának ellenére a Fisherman’s Blues lett az együttes legeladottabb albuma, de a brit albumlistán csak a 13. helyre jutott el, míg a Billboard 200-on a 76. helyet szerezte meg. Szerepel az 1001 lemez, amit hallanod kell, mielőtt meghalsz című könyvben.

## Az album dalai
|     | Cím                                     | Szerző(k)                                | Hossz |
| --- | --------------------------------------- | ---------------------------------------- | ----- |
| 1.  | Fisherman’s Blues                       | Mike Scott, Steve Wickham                | 4:26  |
| 2.  | We Will not be Lovers                   | Scott                                    | 7:03  |
| 3.  | Strange Boat                            | Scott, Anthony Thistlethwaite            | 3:06  |
| 4.  | World Party                             | Scott, Trevor Hutchinson, Karl Wallinger | 4:01  |
| 5.  | Sweet Thing                             | Van Morrison                             | 7:14  |
| 6.  | Jimmy Hickey's Waltz                    | Scott, Wickham, Thistlethwaite           | 2:06  |
| 7.  | And a Bang on the Ear                   | Scott, Wickham, Thistlethwaite           | 9:14  |
| 8.  | Has Anybody Here Seen Hank              | Scott                                    | 3:19  |
| 9.  | When Will We Be Married (tradicionális) | Scott, Thistlethwaite                    | 3:01  |
| 10. | When Ye Go Away                         | Scott                                    | 3:45  |
| 11. | Dunford's Fancy                         | Wickham                                  | 1:04  |
| 12. | The Stolen Child                        | Szöveg: Yeats; zene: Scott               | 6:55  |
| 13. | This Land Is Your Land                  | Woody Guthrie                            | 0:56  |

## Közreműködők
- Mike Scott – ének, gitár, zongora, hammond orgona, dob, buzuki
- Anthony Thistlethwaite – szaxofon, mandolin, szájharmonika, hammond organ
- Steve Wickham – hegedű
- Trevor Hutchinson – basszusgitár, nagybőgő
- Roddy Lorimer – trombita
- Kevin Wilkinson – dob
- Peter McKinney – dob
- Dave Ruffy – dob
- Colin Blakey – zongora, fuvola, duda
- Fran Breen – dob
- Vinnie Kilduff – gitár
- Noel Bridgeman – csörgődob, konga
- Jay Dee Daugherty – dob
- Mairtín O'Connor – tangóharmonika
- Alec Finn – buzuki
- Charlie Lennon – hegedű
- Brendan O'Regan – buzuki
- Tomás Mac Eoin – vokál
- Paraig Stevens – harangok
- Jenne Haan – vokál
- Ruth Nolan – vokál
- Rachel Nolan – vokál
- The Abergavenny Male Voice Choir – vokál

## Fordítás
Ez a szócikk részben vagy egészben a Fisherman's Blues című angol Wikipédia-szócikk ezen változatának fordításán alapul.  Az eredeti cikk szerkesztőit annak laptörténete sorolja fel. Ez a jelzés csupán a megfogalmazás eredetét és a szerzői jogokat jelzi, nem szolgál a cikkben szereplő információk forrásmegjelöléseként.